# 세르히오 오스메냐
세르히오 오스메냐(스페인어: Sergio Osmeña, 1878년 9월 9일~1961년 10월 19일)는 필리핀의 제4대 [대통령으로 1944년부터 1946년까지 재임했다. 미국령 필리핀 자치 정부 시대(미국 속령)에서 두 번째 대통령이다. 그는 전임 대통령이었던 필리핀 자치령의 마누엘 케손 행정부에서는 부통령을 지냈고, 1944년 케손이 갑작스럽게 죽음을 맞자 그를 이어 65세의 나이로 직무를 이어갔다. 필리핀 국민당의 창당자로, 또한 대통령이 된 최초의 비사야 족이기도 하다.
대통령 직에 오르기 전 1944년에 오스메냐는 1906년부터 1907년까지 세부주의 주지사를 역임했다.

## 생애
1878년, 세부에서 태어나 산후안 데 레토란 대학교에서 배웠고, 이후 산토 토마스 대학교에서 법학을 전공한다. 필리핀-미국 전쟁의 영향으로 학업을 그만둘 수 밖에 없었지만, 1903년에 대법원이 사법 시험의 수험을 인정하고 2등의 성적으로 합격했다.
1900년 자신이 설립한 세부 일간지 《엘 누에보 디아》 (새로운 시대)를 창간하여 평화적 수단을 통한 독립 운동을 추진하였다. 1904년 세부 주지사에 취임하였다. 1906년 독립을 강령으로 하는 정당 금지령 해제 후 민족주의 정당의 합종연횡에 의해 결성된 국민당의 초대 당수가되었다. 1907년 제1차 총선에서 국민 의회 의원에 당선되었다. 1916년의 양원제 의회에서는 하원 의장에 취임했다. 1923년에는 상원의원에 선출되었다.
1933년 독립 사절단으로 진력한 미국 의회의 헤어-하위스-커팅 독립법(10년 후 독립 승인)은 마누엘 케손의 반대에 의해 필리핀 의회에서 비준되지 않았고, 타이딩스-맥더피 법을 가져온 케손이 1935년의 자치령 성립 시의 대통령이 되었고 그 아래에서 부통령이 된다. 1944년 8월에 미국에서 케손이 병사함에 망명 정부의 대통령으로 승격했다. 1944년 10월 23일 더글러스 맥아더와 함께 레이테 섬의 레이테 만에 귀환하고 타크로 반에서 연방 정부의 부활을 선언, 1945년 2월 27일 마닐라로 귀환했다. 전후 첫 대선에서 마누엘 로하스에 지면서 정계를 은퇴했다.
1961년 10월 19일 83세의 나이로 사망했다. 1967년부터 발행된 50 페소 지폐에 초상이 사용되고 있었다.

## 역대 선거 결과
| 선거명      | 직책명        | 대수 | 정당   | 득표율 | 득표수      | 결과 | 당락 |
| ----------- | ------------- | ---- | ------ | ------ | ----------- | ---- | ---- |
| 1935년 선거 | 필리핀 부통령 | 1대  | 국민당 | 86.91% | 812,352표   | 1위  |      |
| 1941년 선거 | 필리핀 부통령 | 1대  | 국민당 | 92.10% | 1,445,897표 | 1위  |      |
| 1946년 선거 | 필리핀 대통령 | 5대  | 국민당 | 45.72% | 1,129,994표 | 2위  | 낙선 |